# Adonisea ochracea
Adonisea ochracea är en fjärilsart som beskrevs av William Schaus 1906. Adonisea ochracea ingår i släktet Adonisea och familjen nattflyn. Inga underarter finns listade i Catalogue of Life.